# Vejbystrand
Para Vejby Strand en Dinamarca, ver Vejby, Gribskov Municipio
Vejbystrand es una localidad bimunicipal situado en el condado de Skåne, Suecia con 2.721 habitantes en 2010. La mayoría de su población vive en el municipio de Ängelholm y una minoría en el municipio de Båstad.
El edificio más famoso de Vejbystrand fue el edificio de cocina / administración de Krontsinsan Victorias kustsanatorium , construido en 1903. El edificio fue demolido en mayo de 2010 y será reemplazado por apartamentos.
Vejbystrand es una popular área de vacaciones para suecos y personas que visitan Suecia. Hay un hotel(Vejby Hotel de Hebra) y un albergue y también muchas casas de verano para alquilar.